# District de Doilungdêqên
Cette page contient des caractères spéciaux ou non latins. S’ils s’affichent mal (▯, ?, etc.), consultez la page d’aide Unicode.

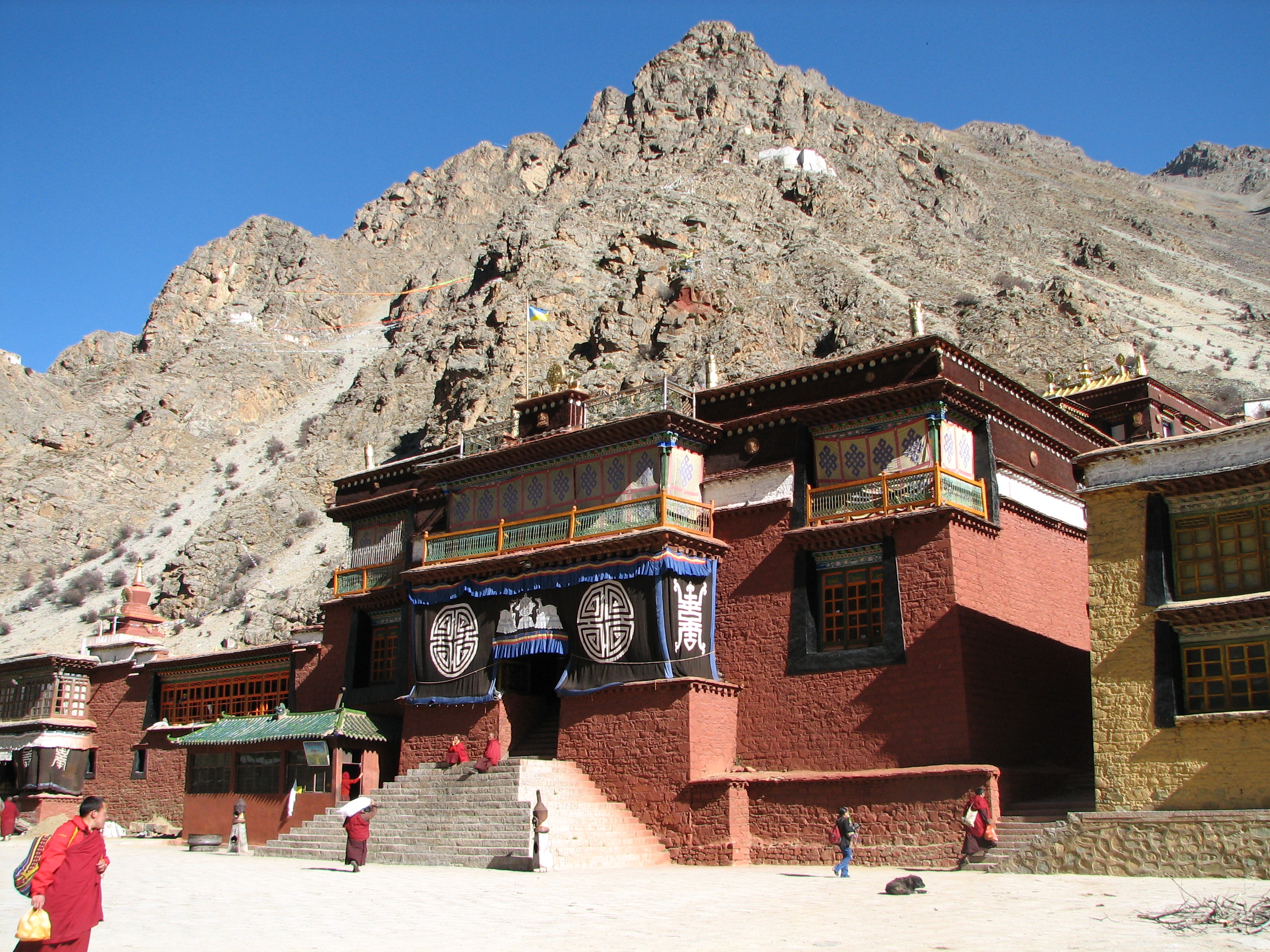
Le monastère de Tsourphou

Le district de Doilungdêqên (chinois : 堆龙德庆区 ; pinyin : ouīlóngdéqìng qū ; tibétain : སྟོད་ལུང་བདེ་ཆེན་ཆུས།, Wylie : stod lung bde chen chus, pinyin tibétain : Dölungdêqên qü) est un district administratif de la région autonome du Tibet en Chine. Il est placé sous la juridiction de la ville-préfecture de Lhassa.

## Démographie
La population du district était de 39 736 habitants en 1999.

## Transports
Le district est traversé par deux routes nationales :
- G109 (Route Qing-Zang (zh) ;
- Route nationale G318, qui relie la Place du peuple à Shanghai à l'Est, au Pont de l'amitié sino-népalaise, dans le xian de Nyalam, ville-préfecture de Shigatsé à la frontière sino-népalaise à l'Ouest.